# トラベルjp
トラベルjp（トラベルジェーピー）は、株式会社ベンチャーリパブリックが運営する、国内外のホテル・ツアー・航空券の予約情報の検索・比較サイト（メタサーチ）である。

## 概要
2001年6月に、トラベル・シーオージェーピー株式会社が「Travel.co.jp」のサイト名でサービスの提供を開始した。2009年1月に、ロゴマークの刷新とサイトのリニューアルに伴い、「Travel.jp」にサイト名を変更した。
2018年7月、LINEがベンチャーリパブリックへの34%の資本参加および業務提携を発表、同年9月、LINEの運営する「LINEトラベル」とのサービス統合が行われ、「LINEトラベルjp」として新たにスタートした。「Travel.jp」の姉妹サイトであった国内外の旅行・観光ガイド「たびねす」は、「LINEトラベルjp」の旅行ガイドコーナーに統合された。このほか、国内宿泊施設の口コミ情報サイト「Hotel.jp」(ホテル・ジェーピー)がある。
国内宿泊は、国内の旅行会社やオンライン旅行会社による19サイトを横断検索でき、海外ホテルは国内外のオンライン旅行会社による9サイトの横断検索が提供されている。また、国内の往復航空券を比較・検索できるサイト「空の最安値」、国内外のパッケージツアーを比較・検索できるサイト「旅の最安値」、航空券の現在の最安値と空席情報を比較・検索できるサービス「国内航空券リアルタイム検索」などのコンテンツも設けられている。
クリック課金とアフィリエイトを主な収入源としており、モバイル販売においては、フライトサーチの予約に「Call to Book」機能を備え付けることにより、オンライン上での予約に加え、電話による予約にも対応している。
2021年6月22日付けで「LINEトラベルjp」から「トラベルjp」にブランド名を変更した。